# سوم نونغ
سوم نونغ هو معلم فنون قتالية بيروفيًا صينيًا. وتدرب مع المعلم يوين كاي شان والذي علمه أسلوب الوينغ تشون.

## حياته السابقة
ولد سوم نونغ في بيرو عام 1926. من أب صيني وأم من بيرو. عندما كان في السابعة من عمره، سافر إلى الصين مع أبيه لزيارة جدته. خلال زيارته، هاجمت اليابان الصين خلال الحرب العالمية الثانية. قصف اليابانيون منزلهم وتوفي والده، ثم ترك بمفرده مع جدته. تم إنهاء الاتصال بين الخارج وكذلك داخل الصين. فقد المعلم سوم الاتصال بأمه وحياته الثرية ليعيش بشكل سيئ مثل العديد خلال الحرب. عندما كان يبلغ من العمر 12 عامًا تقريبًا، تم تكليفه بالعمل كمتدرب في مطعم "السماء والبحر، ذلك حيث تعرض للضرب والإذلال لأنه كان نصف صيني ونصف بيرو. وسخروا منه بسبب أنفه الكبير.   

## بدايته بالفنون القتالية
تعلم سوم الفنون القتالية من المعلم يوين كاي شان في عام 1941، طلب يوين كاي شان الفائز بالعديد من المعارك، إذن تشيونج لتعليم سام بعض التقنيات الأخرى منذ اكتشافه أن لديه موهبة. لكن سام ينظر إلى اللياقة البدنية النحيلة والمنخفضة للمعلم يوين ، وشك في موهبته ورد بأنه ليس لديه ما يتعلمه منه. بعد ذلك ، قال يوين كاي شان لأنه كان شغفه، وضربه ضربًا طفيفًا، لذلك كان سام مقتنعاً بأنه يستطيع تعلم الكثير منه وهو الآن تلميذه. اكتسب سوم نونغ سمعة كبيرة تجاه جودة كونغ فو التي تعلمها ، وكان عليه في كثير من الأحيان أن يحارب للدفاع عن نفسه ضد التمييز لكونه أجنبيًا. في عام 1943 بدأ التدريس في فوشان في معبد القرية للطلاب، أحد أشهر طلبته هو سوم جي. في أواخر الأربعينيات ، انتقل إلى مدينة قوانغتشو ، حيث علم وينغ تشون لأعضاء العديد من النقابات المحلية. في عام 1947، أصبح معلما للوينغ تشون في آلية اتحاد قوانغتشو. في العام التالي ، افتتح عيادة للطب التقليدي وأصبح طبيبًا صينيًا في شارع دايسون، كما أدار مدرسة فنون الدفاع عن النفس.   

## سوم نونغ والفلسفة
كان سوم يحب الفلسفة، وهواية سوم كانت هي ان يشاهد الطيور وهي تتقاتل وقال إنه لن يطعم الطيور التي لم تكن جيدة في القتال ، وهي فلسفة أثرت على اختيار طلابه مثل فيليكس ليونغ، و سوم فيليكس كطالب لأنه كان تقريبا معلما في الوينغ تشون تحت سيد لاي تشي وا وفاز بلقب بطل الفنون القتالية الوطني الأسترالي في عام 1977، في العام التالي حارب في نيوزيلندا وانتهى به المطاف كبطل لجنوب المحيط الهادئ. 

## طلابه
- في الوقت الحاضر، العديد من ممارسي الوينغ تشون الذين دربهم موجودين في قوانغتشو. على مر السنين، و ساهم سوم نونغ في تدريب العديد من الطلاب الذين ساعدوا في الحفاظ على أسلوبهم ونشره في جميع أنحاء العالم. منهم فيليكس ليونج
- سوم جي
- تشيونج تشوت (ابن تشيون بو)
- كووك جين فين
- ليونج كينج تشيو (ليونج داي تشيو)
- دونغ تشوين كام
- نغو لوي كاي
- كووك واه بينغ
- لي تشي يو
- وونغ واه (توم وونغ) . [1]